# Тит Мстиславич
Тит (Мстиславич) (ум. после 1365) — князь козельский, единожды упомянутый в летописи без отчества под 1365 годом в связи с  победой над ордынцами у Шишевского леса. 
Согласно подним родословным и Никоновской летописи (XVI век), сын Мстислава Михайловича, внук Михаила Черниговского (1179—1246), а возникающие при этом хронологические несостыковки, возможно, устраняются тем, что Мстислав мог быть сыном Михаила козельского, родившегося не позднее 1223 года.
Часть исследователей (Войтович Л. В. вслед за родословными) признают существование двух Титов: Тита Мстиславича (нач. XIV в.) и Тита (в крещении Юрия) Фёдоровича, при этом Святослав Титович и Иван Титович признаются сыновьями первого.

## Семья и дети
Имя жены Тита неизвестно. Сыновья:
- Святослав Титович (ум. после 1377), князь Карачевский[3];
- Василий Титович[К 1];
- Фёдор Титович[К 2];
- Иван Титович (ум. после 1371), князь Козельский[3].

Баумгартен Н. А. вслед за Лицевым летописным сводом называет сыном Тита его брата Андрея Звенигородского.

## Комментарии
1. ↑  Шеков А. В. «Верховские княжества». Войтович указывает, что он погиб в 1338 году[3]. Возможна путаница с Василием козельским, убитым монголами в 1238 году.
2. ↑  Известен только по родословным[3].